# Indian Premier League

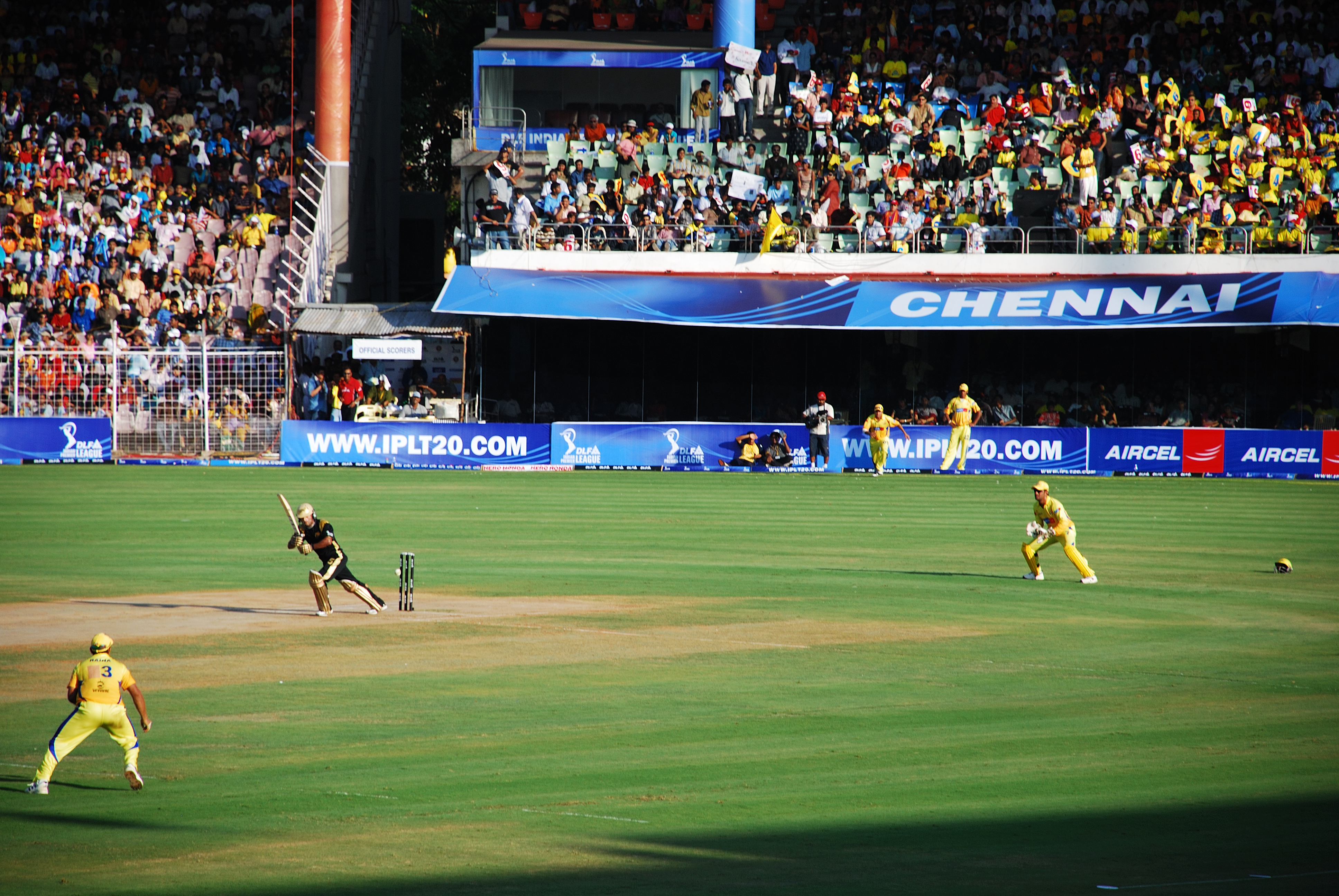
Ligový zápas mezi Čennaí a Kalkatou, 2008

Indian Premier League je nejvyšší indická celostátní soutěž v kriketu, založená v roce 2008. Liga je uzavřená a je založená na principu regionálních franšíz. Před sezónou 2022 se IPL rozrostla z osmi na deset týmů. Zápasy se hrají v moderní zjednodušené variantě kriketu zvané Twenty20, takže se stihnou odehrát za jeden den. Ligu řídí Board of Control for Cricket in India, hlavním sponzorem je Tata Group. V roce 2011 byla IPL druhou nejnavštěvovanější sportovní ligou na světě (po National Football League), průměrná návštěva činila 60 000 diváků na zápas.

## Účastníci v sezóně 2024
| Klub | Klub                        | Město      | Vznik | Tituly                           |
| ---- | --------------------------- | ---------- | ----- | -------------------------------- |
|      | Chennai Super Kings         | Čennaí     | 2008  | 5 (2010, 2011, 2018, 2021, 2023) |
|      | Delhi Capitals              | Nové Dillí | 2008  |                                  |
|      | Gujarat Titans              | Ahmadábád  | 2022  | 1 (2022)                         |
|      | Kolkata Knight Riders       | Kalkata    | 2008  | 3 (2012, 2014, 2024)             |
|      | Lucknow Super Giants        | Lakhnaú    | 2022  |                                  |
|      | Mumbai Indians              | Bombaj     | 2008  | 5 (2013, 2015, 2017, 2019, 2020) |
|      | Punjab Kings                | Móhálí     | 2008  |                                  |
|      | Rajasthan Royals            | Džajpur    | 2008  | 1 (2008)                         |
|      | Royal Challengers Bangalore | Bengalúr   | 2008  |                                  |
|      | Sunrisers Hyderabad         | Hajdarábád | 2013  | 1 (2016)                         |

## Zaniklé kluby
| Klub                   | Město      | Sezóny    |
| ---------------------- | ---------- | --------- |
| Deccan Chargers        | Hajdarábád | 2008–2012 |
| Kochi Tuskers Kerala   | Kóčin      | 2011      |
| Pune Warriors India    | Puné       | 2011–2013 |
| Rising Pune Supergiant | Puné       | 2016–2017 |
| Gujarat Lions          | Rádžkot    | 2016–2017 |

1. 1 2  Jeden ze dvou týmů hrajících během dvouletého vyloučení Chennai Super Kings a Rajasthan Royals za korupci'"`UNIQ--ref-00000015-QINU`"'